# Polydore Vergil
Polydore Vergil ou Virgil (italiano: Polidoro Virgili, comumente latinizado como Polydorus Vergilius; c. 1470 – 18 abril 1555), amplamente conhecido como Polydore Vergil de Urbino, foi um humanista italiano, historiador, sacerdote e diplomata, que passou grande parte de sua vida na Inglaterra. É particularmente lembrado por suas obras Proverbiorum libellus (1498), uma coleção de provérbios latinos; De inventoribus rerum (1499), uma história de descobertas e origens; e a Anglica Historia (elaborada em 1513; impressa em 1534), uma influente história da Inglaterra. Foi apelidado de "Pai da História da Inglaterra".
Vergil às vezes é referido em documentos contemporâneos como Polydore Vergil Castellensis ou Castellen, levando alguns a supor que ele fosse parente de seu patrono, o Cardeal Adriano Castellesi. No entanto, é mais provável que o pseudônimo simplesmente indique que ele estava a serviço de Castellesi.

## Biografia

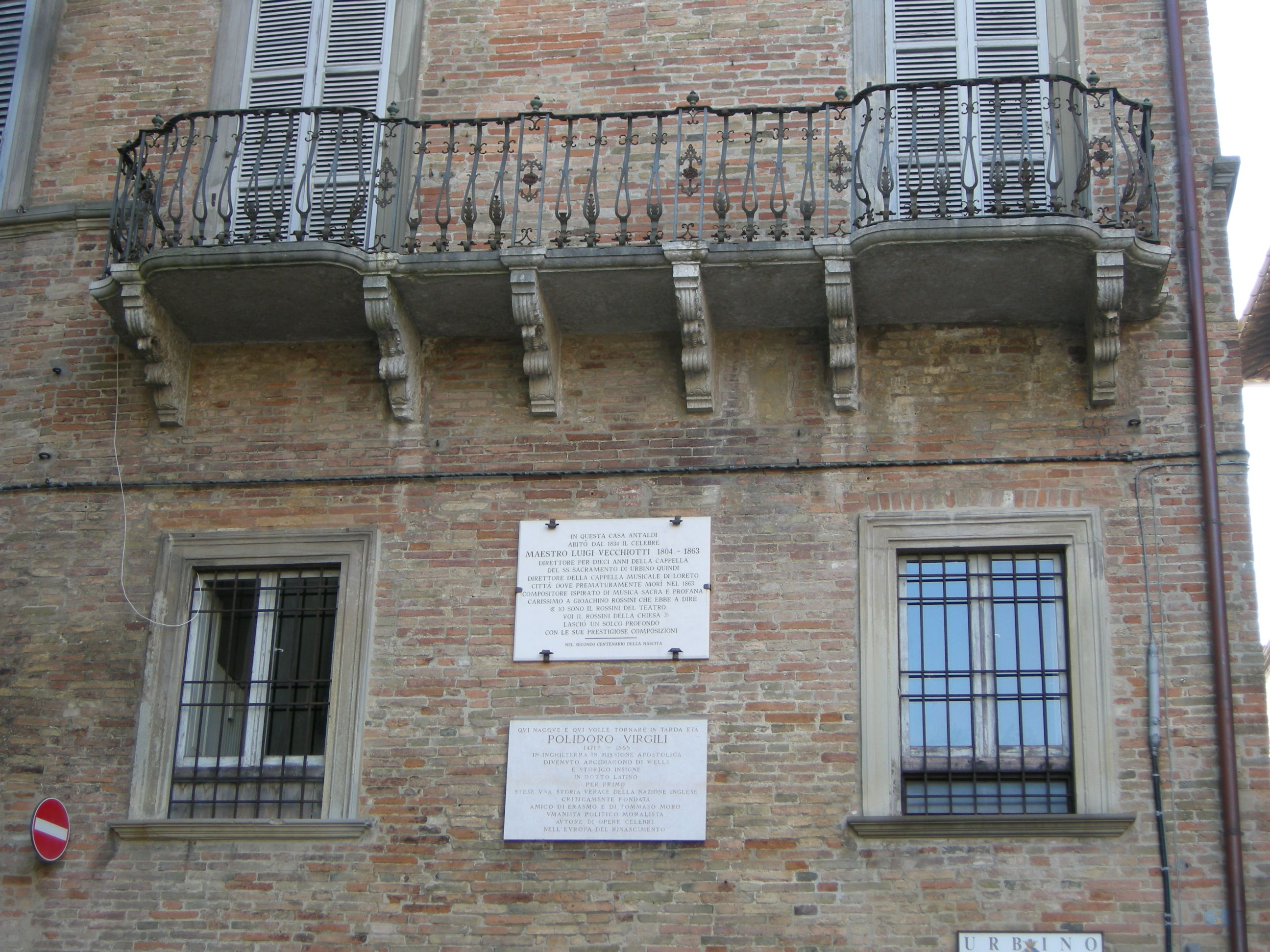
Casa da família de Vergil e suposto local de nascimento em Urbino, marcado com uma placa (a inferior das duas)

### Início da vida na Itália
Vergil nasceu por volta de 1470 em Urbino, ou mais provavelmente em Fermignano, dentro do Ducado de Urbino. Seu pai, Giorgio di Antonio, possuía uma farmácia. Seu avô, Antonio Virgili, "um homem bem versado em medicina e astrologia", havia ensinado filosofia na Universidade de Paris; assim como o próprio irmão de Polydore, Giovanni-Matteo Virgili, em Ferrara e Pádua. Outro irmão, Girolamo, era um comerciante que negociava com a Inglaterra. A sobrinha de Polydore Vergil, Faustina, casou-se com Lorenzo Borgogelli, conde de Fano, de quem descende a família Borgogelli Virgili.
Polydore foi educado na Universidade de Pádua, e possivelmente em Bolonha. Foi ordenado em 1496. Provavelmente estava a serviço de Guidobaldo da Montefeltro, Duque de Urbino, antes de 1498, pois na dedicatória de seu Proverbiorum Libellus (abril de 1498) ele se intitula cliente de Guido. Seu segundo livro, De Inventoribus Rerum, foi dedicado ao tutor de Guido, Lodovico Odassio, em agosto de 1499.
Em algum momento antes de 1502, Polydore entrou para o serviço do Papa Alexandre VI.

### Mudança para a Inglaterra

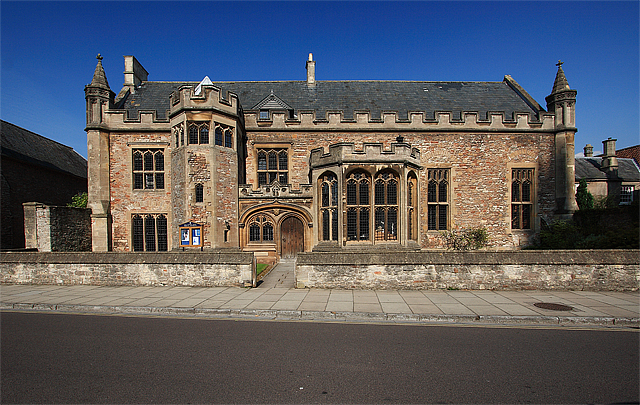
O "Old Archdeaconry" em Wells, tradicionalmente identificado como residência de Vergil ali. Agora é a Escola de Música da Wells Cathedral School

Em 1502, Vergil viajou para a Inglaterra como substituto do Cardeal Adriano Castellesi no cargo de Coletor do Óbolo de São Pedro, e, na prática, como agente do Cardeal em diversos assuntos. Em outubro de 1504, foi entronizado como Bispo de Bath e Wells como procurador de Adriano; e em 1508, ele próprio foi instalado como Arquidiácono de Wells. Provavelmente passou pouco tempo em Wells, mas foi ativo como representante do Capítulo em Londres. Ele também doou um conjunto de tapeçarias para o coro da Catedral de Wells. Ocupou outros cargos eclesiásticos nominais, incluindo, a partir de 1503, o cargo em Church Langton, Leicestershire; a partir de 1508, prebendas nas catedrais de Lincoln e Catedral de Hereford; e a partir de 1513, a prebenda de Oxgate na Catedral de São Paulo.
Como autor estabelecido e representante do aprendizado humanista italiano, Vergil foi recebido na Inglaterra como uma pequena celebridade e foi bem-recebido na corte pelo Rei Henrique VII, que estava mais interessado em acadêmicos humanistas do que seus predecessores. Ele reconheceu as vantagens que o humanismo ofereceria para legitimar sua reivindicação ao trono, que ainda era vulnerável a desafios após sua vitória na Batalha de Bosworth Field, e o papel que a difusão da educação humanista teria no estabelecimento de um governo mais educado e burocrático em comparação com a aristocracia feudal. Foi a pedido do Rei que Vergil começou a trabalhar em sua Anglica Historia, uma nova história da Inglaterra, provavelmente já em 1505, recontando a história da Guerra das Rosas para enfatizar que a guerra terminou com o reinado do novo monarca.
Em 22 de outubro de 1510, foi naturalizado inglês.
No início de 1515 – através das intrigas de Andrea Ammonio, que buscava a subcoleção para si – uma carta mal avaliada de Vergil foi interceptada pelas autoridades. Ela continha o que foi interpretado como crítica implícita tanto a Thomas Wolsey quanto a Henrique VIII, e como resultado Vergil foi preso em abril na Torre de Londres. Seus apoiadores e defensores incluíram o Papa Leão X, que escreveu ao Rei em seu nome. Da prisão, Vergil escreveu a Wolsey, implorando que a temporada de Natal que se aproximava – uma época que testemunhou a restituição de um mundo – também pudesse ver seu perdão: o tom de sua carta foi descrito como "quase blasfemo". Ele foi libertado antes do Natal de 1515, mas nunca recuperou sua subcoleção.

### Visitas de retorno à Itália e morte
Embora Vergil tenha vivido predominantemente na Inglaterra a partir de 1502, ele fez várias visitas de retorno a Urbino, em 1513–14, 1516–17 e 1533–34. Em 1534, Francesco Maria, Duque de Urbino, em reconhecimento às suas realizações literárias, admitiu Vergil e sua família nas fileiras da nobreza.
Em 1546, Vergil renunciou ao Arquidiaconato de Wells para a Coroa, talvez em antecipação à sua aposentadoria na Itália. Ele foi autorizado a retornar a Urbino em 1550 e provavelmente deixou a Inglaterra pela última vez no verão de 1553. Morreu em Urbino em 18 de abril de 1555.

## Obras

### Cornucopiaede Perotti
Vergil publicou seu primeiro trabalho em 1496. Foi uma edição do Cornucopiae latinae linguae de Niccolò Perotti, um comentário sobre os Epigramas de Marcial.

### Proverbiorum Libellus(Adagia)
O Proverbiorum Libellus de Vergil (Veneza, 1498), intitulado em edições posteriores como Adagiorum Liber, e frequentemente conhecido como Adagia, era uma coleção de provérbios latinos. Foi a primeira coleção desse tipo impressa, precedendo o similar Adagia de Erasmo em dois anos. A controvérsia inicial entre os dois autores que surgiu de suas reivindicações rivais por prioridade (Erasmo ainda acreditava, tão tarde quanto 1533, que seu trabalho havia sido o anterior) deu lugar a uma amizade sincera. A primeira edição da obra de Vergil continha 306 provérbios extraídos de fontes clássicas. Uma segunda edição ampliada apareceu em 1521: continha uma série adicional de 431 provérbios bíblicos e foi dedicada ao seguidor de Wolsey, Richard Pace. Esta edição é precedida por uma carta interessante enviada em junho de 1519, que fornece os nomes de muitos dos amigos ingleses de Vergil, incluindo Thomas More, William Warham, Thomas Linacre e Cuthbert Tunstall.
O Adagia teve cerca de 20 edições até 1550.

### De Inventoribus Rerum
O De Inventoribus Rerum de Vergil foi publicado em 1499, tendo sido escrito em apenas três meses. Era uma história de origens e invenções, descrevendo em três livros os "primeiros criadores" de todas as atividades humanas. O Livro I investigou a origem dos deuses e a palavra "Deus", juntamente com questões como a criação, o casamento, a religião e o aprendizado. O Livro II cobria, entre outros tópicos, as origens da lei, do tempo, da ciência militar, do dinheiro, dos metais preciosos e da arte. O Livro III abrangia, novamente entre outros tópicos, as origens da agricultura, da arquitetura, das cidades, dos teatros, das ferramentas e materiais, da navegação marítima, do comércio e da prostituição.
Para a edição de 1521, Vergil acrescentou mais cinco livros, dedicados aos initia institorum rei Christianae, ou seja, às origens dos ritos e instituições cristãs. Ele provavelmente pensou que essa adição seria popular, mas também foi uma concessão aos críticos que haviam rotulado o De Inventoribus como uma obra de hereges e depravação. Não obstante, a obra incluía críticas aos monges, ao celibato sacerdotal, às indulgências e às políticas e status constitucional do papado. Como consequência, foi colocada no Index Librorum Prohibitorum (lista papal de livros proibidos) em 1564: um texto expurgado, sancionado pelo Gregório XIII, foi publicado em 1576.
No entanto, o De Inventoribus foi extremamente popular e foi rapidamente traduzido para o francês (1521), alemão (1537), inglês (1546) e espanhol (1551). Trinta edições latinas haviam sido publicadas até a morte de Vergil em 1555; e a obra eventualmente chegou a cerca de 70 edições latinas e outras 35 traduções. A edição inglesa de 1546 era um resumo feito por Thomas Langley, que também provou ser altamente bem-sucedido e foi reimpresso várias vezes.
A obra é notável pela imensa indústria que foi dedicada à sua compilação e pela variedade de escritores antigos e modernos nos quais Vergil foi capaz de se basear.

### Gildas …de calamitate, excidio et conquestu Britanniae
Em 1525, Vergil publicou uma edição da história do século VI de Gildas, De Excidio et Conquestu Britanniae, provavelmente em Antuérpia. Ele a dedicou a Cuthbert Tunstall, Bispo de Londres. Esta foi a primeira edição crítica de um texto histórico britânico. Ao publicá-lo, Vergil refletiu um crescente interesse em textos pós-clássicos entre estudiosos alemães e italianos. Este interesse surgiu principalmente do nacionalismo autoconsciente, o que torna curioso, no mínimo, que um estrangeiro tenha escolhido um texto sobre a Grã-Bretanha. Vergil, no entanto, tinha um motivo; este projeto forneceu um pano de fundo para sua posição anti-arturiana. Tunstall forneceu um dos manuscritos fonte (daí a dedicatória), e o trabalho de edição foi realizado por Vergil e Robert Ridley. A edição foi, em grande parte, conscienciosa, embora tenham reorganizado certas palavras no interesse da clareza, e também suprimido algumas passagens anticlericais.

### Dialogus de Prodigiis
O Dialogus de Prodigiis de Vergil foi escrito em 1526–27 e impresso em 1531. Foi dedicado a Francesco Maria, Duque de Urbino. Este tratado, em três livros, assume a forma de um diálogo latino entre Vergil e seu amigo de Cambridge, Robert Ridley, sobre o tema do natural e do sobrenatural, e se deve dar crédito a fenômenos como eventos prodigiosos e presságios. O cenário para o diálogo é ao ar livre, na casa de campo de Vergil perto de Londres. O papel de Vergil é declarar os problemas e fornecer as ilustrações históricas; o de seu amigo é explicar, racionalizar e depreciar o melhor que puder.
O De Prodigiis também alcançou grande popularidade e foi traduzido para o italiano (1543), inglês (1546) e espanhol (1550).

### Anglica Historia
A história da Inglaterra de Vergil, a Anglica Historia, foi iniciada a pedido do Rei Henrique VII, talvez já em 1506. Esta primeira versão foi concluída em 1512–13. No entanto, a obra não foi publicada até 1534; e quatro versões distintas podem, portanto, ser identificadas:
1. Manuscrito escrito em 1512–13: cobrindo eventos até 1513 (MS)
2. Primeira edição, Basileia, 1534, fólio; cobrindo eventos até 1509 (A)
3. Segunda edição, Basileia, 1546, fólio: cobrindo eventos até 1509 (B)
4. Terceira edição, Basileia, 1555, fólio: cobrindo eventos até 1537 (C)

A versão manuscrita agora está mantida na Biblioteca do Vaticano. Compreendendo dois volumes, foi apresentada à biblioteca ducal de Urbino em 1613 pelo sobrinho-neto de Vergil. Embora ele tenha declarado em notas prefaciais que o manuscrito foi escrito na caligrafia de Vergil – uma avaliação totalmente apoiada pela evidência paleográfica – ele foi, em um momento, às vezes atribuído a Federico Veterani. Esse mal-entendido surgiu de um colofão no segundo volume, em uma caligrafia diferente, afirmando que "Eu, Federico Veterani, escrevi toda a obra". Uma explicação possível é que Vergil a deixou aos cuidados de Veterani, que inscreveu o colofão para associá-la aos seus outros tesouros para que não fosse perdida ou danificada durante a Invasão papal em Urbino em 1516. Outras notas isoladas na caligrafia de Veterani, quase todas instruções para um encadernador ou impressor, são encontradas em todo o manuscrito. A interpretação mais plausível da evidência é que Vergil pretendia apresentar um manuscrito refinado (em vez de um livro impresso) a Henrique VIII, e encomendou o trabalho a Veterani, o copista mais famoso da época. No entanto, não se sabe de nenhuma cópia feita por Veterani que tenha sobrevivido.
A versão manuscrita da obra foi dividida em 25 livros. Os Livros I–VII descreviam a história inicial da Inglaterra até a conquista normanda; o Livro VIII tratava dos reinados de Guilherme I e Guilherme II; e os livros seguintes cobriam um reinado por livro, terminando no livro XXV, que tratava do início do reinado de Henrique VIII até 1513.
Em 1534, apareceu a primeira versão impressa da obra, um fólio com decorações da gráfica de John Bebel em Basileia. Embora esta edição fosse amplamente semelhante ao manuscrito, ela incorporava mudanças substanciais, e parece que Vergil efetivamente fez um novo começo usando o manuscrito como diretriz. A reescrita parece ter ocorrido entre 1521 e 1524 (com base em uma referência a ele ter sido arquidiácono de Wells por quatorze anos; e outra alusão a "este dia, que é 1524"). O Livro VII do manuscrito foi agora dividido em duas partes, o novo livro VIII indo da morte de Canuto a 1066; enquanto os reinados dos dois primeiros reis Normandos, anteriormente cobertos em um único livro, também foram divididos entre dois livros. A obra tinha, portanto, ganhado dois livros, mas agora terminava com o livro XXVI em 1509, não se estendendo mais ao reinado de Henrique VIII.
A segunda edição apareceu em 1546. Esta versão também terminava em 1509, mas foi muito revisada. As revisões incluíam reformulações por motivos políticos, uma maior ênfase na história cívica de Londres e melhorias estilísticas do latim para leitores europeus.
A terceira edição foi publicada em 1555, ano da morte de Vergil. Neste caso, as revisões foram menores e em grande parte estilísticas. No entanto, Vergil acrescentou um novo livro (XXVII) fornecendo um relato do reinado de Henrique VIII até 1537, e que incluía um retrato altamente crítico de Wolsey. Vergil afirmou que a maior parte de seu trabalho no último livro foi feita contemporaneamente, e que o trabalho foi interrompido por uma visita à Itália. Isso deve se referir à sua visita de 1533–34, e todo o período de 1530 a 1537 é, de fato, tratado de forma superficial. Denys Hay considera razoável supor que, inicialmente, Vergil planejou que este livro descrevesse eventos até 1530, mas que ele adiou a publicação devido às incertezas políticas na Inglaterra, permitindo-lhe estender a data final.
Vergil baseou-se em uma gama impressionantemente ampla de fontes para seu trabalho, incluindo livros publicados e testemunho oral. Ele afirmou ter sido diligente na coleta de materiais e ter se baseado no trabalho de historiadores estrangeiros e ingleses. Por esta razão, ele observou, os ingleses, escoceses e franceses encontrariam coisas relatadas em suas páginas de maneira muito diferente da forma como estavam acostumados a ouvi-las em seus próprios países. Em sua busca por informações, ele solicitou a Jaime IV da Escócia uma lista dos reis escoceses e seus anais; mas nem mesmo sua amizade com Gavin Douglas conseguiu fazê-lo aceitar as teorias históricas deste último, que traçou a linhagem dos escoceses a partir do filho banido de um Rei de Atenas e Scota, filha do egípcio Faraó.
Vergil abriu a Anglica Historia com uma passagem fortemente influenciada pelos Comentários sobre a Guerra Gálica de Júlio César:
Britannia omnis...diuiditur in partes quatuor: quarum unam incolunt Angli, aliam Scoti, tertiam Vualli, quartam Cornubienses. Hi omnes uel lingua; uel moribus seu institutis inter se differunt.
Em uma tradução inglesa antiga, isso é representado como:
O país inteiro da Britânia...é dividido em 4 partes; das quais uma é habitada pelos ingleses, a outra pelos escoceses, a terceira pelos galeses e a quarta pelo povo da Cornualha. Todos eles diferem entre si, seja na língua, seja nos costumes, ou então nas leis e ordenanças.

### Outras obras
Vergil publicou um Commentariolum in Dominicam Precem ("Comentário sobre a Oração do Senhor") em Basileia em 1525, acompanhando uma edição do De Inventoribus Rerum. Seus comentários deviam muito à Precatio Dominica in septem portiones distributa (1523) de Erasmo.
A pedido de Erasmo, Vergil trabalhou em uma tradução do grego do De Perfecto Monacho de Dião Crisóstomo, que publicou em 1533. Foi reimpresso em 1541 e 1550.
Em 1545, publicou sua última obra, o Dialogorum libri, uma coleção de diálogos latinos, divididos em três partes como De patientia, De vita perfecta e De veritate et mendacio.

## Homenagens
Vergil foi sepultado na Catedral de Urbino, na capela de Santo André, que ele próprio havia dotado. Em 1613, foi acordado que uma pedra memorial deveria ser colocada sobre seu túmulo. Esta foi finalmente colocada em 1631, com uma inscrição afirmando que sua fama "viveria para sempre no mundo". No entanto, acredita-se que tenha sido perdida quando a catedral foi severamente danificada por um terremoto em 1789.
A casa da família de Vergil e suposto local de nascimento em Urbino (agora uma propriedade da Universidade de Urbino) está marcada com uma placa; e também há um busto dele na cidade, inaugurado em 2000.
Vergil está entre as personalidades cujos retratos foram pintados em cerca de 1618–19 no friso do que é agora a Sala de Leitura Superior da Biblioteca Bodleiana, Oxford.

## Reputação e legado
Na Europa continental, Vergil é principalmente lembrado pelo De Inventoribus Rerum e o Adagia: estas são as obras que garantiram sua reputação antes mesmo de ele vir para a Inglaterra, e que ele próprio considerava suas obras-primas, escrevendo "Eu, Polydore, fui o primeiro dos romanos a tratar desses dois assuntos". O De Inventoribus recebe uma menção, por exemplo, em Dom Quixote (1605–15) de Cervantes.
Na Inglaterra, no entanto, Vergil é mais frequentemente lembrado como autor da Anglica Historia. A obra é uma importante fonte primária por direito próprio para o período 1460–1537, e como fonte secundária continuou a exercer uma influência na historiografia inglesa até o século XIX. Forneceu ao cronista Edward Hall grande parte de seu senso da história inglesa do século XV, e assim alimentou as peças históricas de William Shakespeare.
Um elemento particularmente controverso do trabalho de Virgílio na Inglaterra foi o ceticismo que ele expressou - primeiro em sua edição de Gildas, e depois no Anglica Historia - em relação ao relato tradicional do início da história da Grã-Bretanha derivado de Geoffrey de Monmouth e, em particular, em relação à questão da historicidade do Rei Arthur. Essa crítica tocou um nervo patriótico com o antiquário John Leland, que respondeu com força, primeiro em um tratado não publicado, escrito talvez em 1536, o Codrus sive Laus et Defensio Gallofridi Arturii contra Polydorum Vergilium ("Codrus", uma referência a Vergilium, era um nome-tipo tirado de Juvenal para um poeta ofensivo); e depois em um tratamento publicado mais longo, o Assertio inclytissimi Arturii regis Britannia (1544).   Embora Leland tenha criticado os pontos de vista de Virgílio na Assertio, ele tratou seu oponente com respeito, reconhecendo sua inteligência e seu domínio do estilo latino.
m outra questão controversa, Vergil se posicionou a favor das reivindicações da Universidade de Cambridge de ser uma fundação mais antiga do que a Universidade de Oxford. Quando isso foi mencionado em um debate na Câmara dos Comuns em 1628, o oxoniano Edward Littleton zombou: "O que temos a ver com Polydore Vergil? Um Vergil era um poeta, o outro um mentiroso."
Outros leitores ingleses também reagiram veementemente ao que pareciam ser críticas à sua história nacional. John Bale em 1544 acusou Virgílio de "polutynge nosso Englyshe chronycles mais vergonhosamente com suas lixívias Romishe e outras Itáliashe mendigando".  Um contemporâneo anônimo descreveu-o como "o patife mais malandro do mundo", alegando que "ele tinha os saques de todos os lybraryes ingleses, e quando ele extraiu o que quis, ele queimou aqueles famosos manuscritos velome, e fez-se pai de outros homens".  Essa acusação de queima de manuscritos foi amplamente divulgada. John Caius em 1574, por exemplo, afirmou que Virgílio havia "entregue tantos de nossos historiadores antigos e manuscritos às chamas quanto teriam enchido uma carroça, para que as falhas de seu próprio trabalho passassem despercebidas".  William Lambarde em 1576 comentou que "como [Virgílio] era por ofício Coletor do centavo de Pedro para o ganho e lucro dos Papas, então ele mesmo se mostra por profissão, um cobiçoso coletor de fábulas mentirosas, desmaiou para promover a Religião Papista, Reino e Myter".  Henry Peacham em 1622 acusou novamente Virgílio de ter "queimado e encelado os melhores e mais antigos registros e monumentos de nossos abades, priorados e igrejas catedrais, sob a cor ... de fazer busca por todos esses monumentos, manusc. registros, livros Legier, etc. como poderia fazer para o seu propósito"..
No entanto, um dos contemporâneos de Peacham, o antiquário de Leicestershire William Burton, lançou Virgílio sob uma luz mais positiva, descrevendo-o como "um homem de invenção singular, bom senso e boa leitura, e um verdadeiro amante de antiguidades".  No século 19, a importância de Virgílio para a historiografia inglesa finalmente começou a ser reconhecida, quando "os historiadores da Inglaterra Tudor perceberam o escopo de sua realização na Anglica Historia".

## Edições / traduções modernas de obras

### De inventoribus rerum
- Vergil, Polydore (1868).  Hammond, William A., ed. De Rerum Inventoribus. Traduzido por Langley, John. New York: Agathynian Club Uma tradução para o inglês dos livros 1-9 (com alguns resumos), originalmente publicado em Londres em 1663.
- Beginnings and Discoveries: Polydore Vergil's De inventoribus rerum. Traduzido por Weiss, Beno; Pérez, Louis C. Nieuwkoop: De Graaf. 1997. ISBN 9060044290 Uma tradução para o inglês dos Livros 1–8, baseada na edição de Lyon de 1546.
- Vergil, Polydore (2002).  Copenhaver, Brian P., ed. On Discovery. Col: I Tatti Renaissance Library. Cambridge, MA: Harvard University Press. ISBN 0-674-00789-1 Textos paralelos em latim e inglês dos Livros 1–3, agrupando as primeiras edições de 1553–55.

- Vergil, Polydore (1846).  Ellis, Sir Henry, ed. Polydore Vergil's English History, from an early translation preserved among the MSS of the Old Royal Library in the British Museum: Vol. I, containing the first eight books, comprising the period prior to the Norman Conquest. Col: Camden 1st series. 36. London: Camden Society
- Vergil, Polydore (1844).  Ellis, Sir Henry, ed. Three Books of Polydore Vergil's English History, comprising the reigns of Henry VI, Edward IV, and Richard III; from an early translation, preserved among the MSS of the Old Royal Library in the British Museum. Col: Camden 1st series. 29. London: Camden Society
- Vergil, Polydore (1950).  Hay, Denys, ed. The Anglica Historia of Polydore Vergil, A.D. 1485–1537. Col: Camden 3rd series. 74. London: Royal Historical Society Texto em latim e tradução para o inglês.
- Vergil, Polydore (2005).  Sutton, Dana J., ed. «Anglica Historia». Philological Museum: University of Birmingham Tradução de texto em latim e inglês
- O'Connor, Stephen, ed. (2021). Polydore Vergil's Life of Richard III: an edition of the original manuscript. [S.l.]: Richard III Society. ISBN 9780904893212 Texto em latim e tradução para o inglês de uma parte da Anglica Historia, do manuscrito no Vaticano